# Invisible Kid (cómic)
Invisible Kid es el nombre de dos superhéroes del universo de DC Comics, ambos miembros de la Legión de Super-Héroes en los siglos 30 y 31.

## Historial de publicaciones
El primer Invisible Kid debutó junto a Chameleon Boy y Colosal Boy en Action Comics #267 por Jerry Siegel y Jim Mooney. Fue presentado como un nuevo miembro de la Legión de Super-Héroes.

## Lyle Norg
El primer Invisible Kid fue Lyle Norg, uno de los primeros miembros de la Legión que obtuvo sus poderes de un suero químico que inventó. Apareció por primera vez en Action Comics #267. Su aptitud científica significaba que se llevaba bien con el superinteligente Brainiac 5. Sus habilidades lo convirtieron en un activo valioso para el Escuadrón de Espionaje de la Legión, del cual era miembro permanente. Norg también sirvió un término como líder de la Legión. Fue asesinado por el monstruo Validus de los Cinco Fatales en Superboy and the Legion of Super-Heroes #203 (julio/agosto de 1974).
Muchos años después, durante la "brecha de cinco años" que siguió a las Guerras Mágicas, la Tierra cayó bajo el control encubierto de los Dominadores y se retiró de los Planetas Unidos. Unos años más tarde, los miembros del altamente clasificado "Batch SW6" de los Dominators escaparon del cautiverio. Originalmente, Batch SW6 parecía ser un grupo de clones de legionarios adolescentes, creados a partir de muestras aparentemente tomadas justo antes de la muerte de Ferro Lad a manos del Sun-Eater. Más tarde, se reveló que eran duplicados de la paradoja del tiempo, tan legítimos como sus homólogos más antiguos. Después de que la Tierra fuera destruida en un desastre que recuerda la destrucción de Krypton más de un milenio antes, unas pocas docenas de ciudades supervivientes y sus habitantes reconstituyeron su mundo como Nueva Tierra. Los legionarios SW6, incluida su versión de Invisible Kid, se quedaron.

### Reinicio
Después del reinicio de Zero Hour Legion, Lyle Norg todavía estaba vivo y sirviendo con la Legión. Además de un químico brillante, también fue un espía profesional a una edad temprana. Inventó el suero de invisibilidad mientras estaba en la escuela de espionaje de Earthgov Intelligence. En lugar de que su aptitud científica resultara en que se llevara bien con Brainiac 5, tenían más rivalidad. Si bien Querl era más inteligente, Lyle tenía más imaginación y era más rápido para ver aplicaciones inesperadas para los descubrimientos.
Era el líder de facto del Escuadrón de Espionaje de la Legión, compuesto por él mismo, Chameleon, Apparition, Triad y Shrinking Violet, y jugó un papel decisivo en la caída de la administración corrupta del presidente Chu de Planetas Unidos.
Lyle sirvió un término como líder de la Legión; durante su mandato, esta versión de la Legión derrotó a Mordru en su primera y única batalla con el hechicero.
Según The Definitive Guide to The Characters of the DC Universe (2004), mantuvo una relación homosexual con Condo Arlik. Esto, sin embargo, nunca se declaró explícitamente en el cómic en sí y nunca se desarrolló.

### Continuidad de "Threeboot" (2004-2009)
Lyle Norg es un genio con habilidad para la xenoquímica que fue utilizado por su padre para desarrollar un suero de invisibilidad. Su padre, oficial de la Policía Científica, solía traerle muestras de células extraterrestres casi todas las noches para experimentar. En el momento en que creó con éxito un suero, descubrió que su padre prometió entregar la investigación de Lyle a la Policía Científica todo el tiempo. Así que se inyectó el único suero existente y mintió al respecto antes de contactar a Brainiac 5 en busca de ayuda. Brainy invitó a Lyle a unirse a la Legión. Finalmente, su padre descubrió la verdad e intentó que Lyle renunciara y le entregara el suero. Después de que la Legión fuera ilegalizada, Lyle renegó y produjo una muestra de sangre para que la usara su padre. La muestra fue codificada con un virus de monitoreo que permitía el acceso de Legión al sistema de trabajo de Planetas Unidos. Debido a su relación con Brainiac 5, sus compañeros de equipo lo han apodado con gruñidos "Brainiac 6".
Cuando Lyle traicionó la confianza de Cosmic Boy al revelarle a Brainiac 5 que varios miembros habían irrumpido en el laboratorio de Brainy, mintió al equipo al culpar de todo a Shrinking Violet. Él y Violet, que prefiere el apodo de Atom Girl, han hecho un trato desde entonces para continuar con la artimaña, pero a sus compañeros de equipo todavía les cuesta confiar en él. Cuando Supergirl apareció misteriosamente en el siglo 31, Lyle, junto con la mitad de los legionarios masculinos, compitieron por su atención. Sin embargo, Lyle convenció a Cosmic Boy de que no estaba enamorado de Supergirl para eliminar la competencia por su afecto. Recientemente le arrancaron el brazo cuando explotó su anillo de vuelo, y un miembro de los Wanderers le dio un brazo alienígena para reemplazarlo. Lo dejan en Metrópolis, los médicos reproducen su ADN para darle otro brazo.
Con el brazo aparentemente curado, regresa a la lista activa para salvar a una joven mutante tritoniana, Gazelle, por quien lleva una antorcha a partir de ese momento. Durante una invasión de extraterrestres provenientes del ciberespacio, un pequeño escuadrón de legionarios, incluidos él y la recientemente designada Gazelle, son digitalizados y enviados a su base de operaciones: Invisible Lad tiene un avatar personalizado emitido por Brainac 5, con un físico más voluminoso y atractivo. eso impresiona mucho a Gazelle. Se muestra que su cuerpo idealizado es un caballo de Troya capaz de darle a Brainiac 5 un dominio completo sobre el universo digital alienígena. Invisible Kid, Gazelle y los demás legionarios pasan un tiempo atrapados en el ciberespacio, mientras Brainiac 5 restaura sus cuerpos físicos, dañados en una escaramuza entre los Coluan y algunos avatares físicos de los alienígenas invasores: en esa semana, Invisible Kid admite sus sentimientos por Gazelle. quien felizmente corresponde. Al regresar al mundo físico, ambos ven a Brainiac 5 y Nura Nal intercambiar sus votos nupciales e invitarlos a su matrimonio.

### Post-Crisis Infinita (2007)
Los eventos de la miniserie Crisis Infinita aparentemente han restaurado un análogo cercano de la Legión Pre-Crisis a la continuidad, como se ve en el arco argumental "The Lightning Saga" en Justice League of America y Justice Society of America, y en arco de la historia de "Superman and the Legion of Super-Heroes" en Action Comics. Lyle se representa como miembro de esta versión del equipo en Justice Society of America (vol. 3) # 5 (junio de 2007) y Action Comics # 858 (finales de diciembre de 2007), pero esta encarnación de la Legión comparte aproximadamente el mismo historia como la Legión original hasta los acontecimientos de Crisis on Infinite Earths. Por lo tanto, esta versión de Lyle es presumiblemente fallecida.

## Jacques Foccart
Muchos años después, Jacques Foccart, un adolescente nativo de la Tierra de lo que alguna vez fue la nación africana francófona de Côte d'Ivoire, se acercó a Brainiac 5. La hermana menor de Jacques,  Danielle, sufría un trastorno neurológico potencialmente mortal que había desconcertado a los mejores expertos médicos del siglo 30, y Jacques la llevó a Brainiac 5 como último recurso. Brainiac 5 decidió precipitadamente utilizar una pieza de circuito de la máquina desmantelada Computo, una supercomputadora muy avanzada que había creado años antes. Computo rápidamente poseyó el cuerpo de Danielle. Computo tomó el control de la sede de la Legión y la ciudad de Metrópolis y casi mata a varios legionarios. Para salvar a Danielle y a los demás, Jacques bebió el suero de Lyle Norg y obtuvo el poder de la invisibilidad. Inmediatamente después, la Legión votó a Jacques en el equipo como su miembro más nuevo. Tomó el nombre de Invisible Kid en honor a Lyle.
A los pocos días de la incorporación de Jacques al equipo, la Legión se enfrentó a un nuevo enemigo al que inicialmente se refirieron como el Maestro de los Siervos de la Oscuridad. El Amo de los Servants poseía una miríada de superpoderes, incluida la capacidad de generar tubos de teletransportación de la nada, y después de un encuentro, Jacques decidió seguirlo. La visión del verdadero rostro del Amo de los Servants, más tarde revelado como el antiguo villano Darkseid, asustó tanto a Jacques que una gran franja de su cabello negro azabache se volvió permanentemente blanco.
Jacques pronto se dio cuenta de que, a diferencia de su predecesor, también había desarrollado la capacidad de teletransportarse y cambiar a otras dimensiones. Este talento le sirvió bien cuando él y su compañero de equipo Wildfire casi fueron asesinados por un impostor de Lyle Norg. Sin embargo, cuando causó la muerte de un criminal al teletransportarlo accidentalmente al espacio, a Jacques le quitaron los poderes adicionales. Jacques se desempeñó como miembro permanente del Escuadrón de Espionaje de la Legión, junto con Chameleon Boy, Phantom Girl y Shrinking Violet.

### "Cinco años después"
Durante la "Brecha de cinco años" que siguió a las Guerras Mágicas, la Legión se disolvió y el gobierno de la Tierra cayó bajo el control encubierto de los Dominadores, que habían intentado conquistar el planeta en el siglo XX. La Tierra se retiró de los Planetas Unidos y el gobierno se volvió gradualmente más represivo. Jacques se convirtió en el líder de una célula de resistencia que lo incluía a él mismo, a Tyroc y a los exmiembros de la Legión de Héroes Sustitutos. Se involucró sentimentalmente con Drura Sepht, una heroína sustituta que una vez se hizo llamar Infectious Lass. Dirigió con éxito la resistencia a la victoria sobre los Dominadores, junto con la ayuda poco probable del antiguo enemigo de la Legión, Universo y los miembros del altamente clasificado "Batch SW6" de los Dominadores.
En ese momento, Batch SW6 parecía ser un grupo de clones de Legionnaire adolescentes, creados a partir de muestras aparentemente tomadas inmediatamente después del primer encuentro del equipo con Universo. Más tarde, se reveló que eran duplicados de la paradoja del tiempo, tan legítimos como sus homólogos más antiguos. En cualquier caso, la aparición de los legionarios SW6 permitió a Jacques conocer a su líder, el verdadero Lyle Norg, por primera vez.
Después de la derrota de los Dominadores, Jacques se convirtió en un héroe planetario. La gente de la Tierra recompensó sus esfuerzos haciéndolo presidente del planeta, con Troy Stewart (Tyroc) como vicepresidente. Pero poco después, la Tierra fue destruida en un desastre que recuerda a la destrucción de Krypton un milenio antes. Unas cuantas docenas de ciudades y sus habitantes sobrevivieron, y el planeta fue reconstituido como la Nueva Tierra. Finalmente, Jacques renunció como presidente para reincorporarse a la Legión (donde se desempeñó como colíder con Rokk Krinn), y Troy ascendió a la presidencia.

### Post-Hora Cero
Después de que se completó la continuidad de Legión, se reinició por los eventos de Zero Hour, Jacques fue refundido como un amigo cercano de Lyle Norg de sus días en la escuela. Charma, una compañera de estudios que había desarrollado habilidades de control mental, obligó a Jacques a beber el suero de Lyle como prueba para ver si sería seguro para ella. Se creía que Jacques había sido asesinado por el suero, ya que Lyle lo había calibrado para que solo funcionara con su fisiología. En verdad, fue salvado por la División de Inteligencia. El suero funcionó de manera diferente para él que para Lyle, otorgándole la capacidad de volverse indetectable por cualquier medio, aunque esta habilidad le causa un dolor severo al usarlo. Continuó trabajando para EarthGov's Intelligence. Algún tiempo después de que Lyle se uniera a la Legión, Jacques luego salvaría a Lyle de Charma, aunque no pudo revelar que todavía vivía.

### Post-Crisis Infinita
Jacques no ha aparecido en la continuidad de la Legión "Threeboot" que comenzó en 2005. Sin embargo, los eventos de la miniserie Crisis Infinita han restaurado un análogo cercano de la Pre-Crisis on Infinite Earths en la Legión a la continuidad, como se ve en "The Lightning Saga", arco de la historia en Justice League of America y Justice Society of America, y en el arco de la historia "Superman and the Legion of Super-Heroes" en Action Comics. Jacques está incluido en su número. Los eventos de la era "Cinco años después" (incluido el ascenso de Jacques a la presidencia de la Tierra) ya no forman parte de la continuidad principal de DC.

## Recepción
Syfy clasificó al primer Invisible Kid como el vigésimo cuarto miembro más grande de la Legión de Superhéroes, afirmando que durante "su tiempo en la década de 1960, Invisible Kid fue una presencia constante, pero no notable, hasta que Validus lo mató. Cuando la Legión se reinició en 1994, se convirtió en un jugador importante, demostrando que era uno de los miembros más inteligentes del equipo". Syfy clasificó al segundo Invisible Kid como el número 38 y describió al personaje como "aburrido" y "notable por su nombre y su corte de pelo inspirado en Rogue". Syfy opinó que a pesar de que "más tarde se convirtió en presidente de la Tierra, nunca hizo mucho excepto gritar expresiones en francés".

## En otros medios
- La versión de Jacques Foccart de Invisible Kid hace cameos en los episodios de Legion of Super Heroes, "Lightning Storm" y "Substitutes".
- La versión de Jacques Foccart de Invisible Kid aparece en Legion of Super-Heroes (2023), con la voz de Zeno Robinson.